# シヴァガンガイ県
シヴァガンガイ県（சிவகங்கை மாவட்டம் ; Sivaganga district）は、インド南部のタミル・ナードゥ州に属する30の県の一つ。県庁所在地はシヴァガンガイ。

## 概要
2001年の国勢調査では、面積4143平方キロメートル、人口115万5356人、人口密度は278人/km2。
北および北東はプドゥッコーッタイ県に、東から南にかけてラーマナータプラム県に、南西はヴィルドゥナガル県に、西はマドゥライ県に接し、北部は僅かにティルッチラーッパッリ県に接する。

## 歴史
1985年にラーマナータプラム県から分離したパスンポン・ムドゥラーマリンガ・デーヴァル県が、1996年に改称して誕生。

## 行政区分

### 郡
シヴァガンガイ県は、以下の6つの郡（タミル語 வட்டம் 「円」 ; 英訳 taluk）に区分けされている。
- カーライックディ郡（காரைக்குடி ; Karaikudi）
- ティルッパットゥール郡（திருப்பத்தூர் ; Tirupathur）
- デーヴァコーッタイ郡（தேவகோட்டை ; Devakottai）
- シヴァガンガイ郡（சிவகங்கை ; Sivaganga）
- イライヤーンクディ郡（இளையான்குடி ; Ilayankudi）
- マーナーマドゥライ郡（மானாமதுரை ; Manamadurai）

### 区
シヴァガンガイ県は、以下の12の区（英訳 block）に区分けされている。
- エス・プドゥール区（？ ; S Pudur）？
- サーッコーッタイ区（சாக்கோட்டை ; Sakkottai）
- ティルッパットゥール区（திருப்பத்தூர் ; Tirupathur）
- シンハンプナリ区（சிங்கம்புனரி ; Singampunari）
- カンナンックディ区（கண்ணன்க்குடி ; Kannankudi）？
- デーヴァコーッタイ区（தேவகோட்டை ; Devakottai）
- カッラル区（கல்லல் ; Kallal）
- カーライヤールコーイル区（காளையார்கோயில் ; Kalayarkoil）
- シヴァガンガイ区（சிவகங்கை ; Sivaganga）
- ティルップヴァナム区（திருப்புவனம் ; Tiruppuvanam）
- イライヤーンクディ区（இளையான்குடி ; Ilayankudi）
- マーナーマドゥライ区（மானாமதுரை ; Manamadurai）